# Castel San Pietro (Szwajcaria)
Castel San Pietro − miejscowość i gmina w południowej Szwajcarii, w kantonie Ticino, w okręgu (distretto) Mendrisio, w powiecie (circolo) Balerna. 4 kwietnia 2004 do gminy przyłączono gminy Casima, Monte i Campora.  

## Demografia
W Castel San Pietro mieszka 2227 osób. W 2021 roku 11,84% populacji gminy stanowiły osoby urodzone poza Szwajcarią. 